# Tomarps kungsgård
Tomarps kungsgård est un château suédois, situé dans la commune d’Åstorp — hors du chef-lieu — dans la province historique de Scanie.

## Description
Probablement construit dans en architecture Renaissance au milieu du XVIe siècle, le château se compose de quatre corps de bâti à deux niveaux, encadrant une étroite cour carrée. La partie centrale de l’aile nord est un reste d’un bâtiment du Moyen Âge. Il y eut une tour au coin sud-est, jusqu’à la fin du XVIIIe siècle.
Le château a appartenu à la lignée des Brosterups à la fin du XVe siècle, avant de passer à la famille Gjedde. À la suite du traité de Copenhague en 1660, le château revint au roi de Suède, en compensation de la perte de l’île de Borgholm au profit du Danemark. Le château a servi dès lors pour loger les lieutenant-colonels, puis les colonels. Il sert aujourd’hui à des expositions.

## Sources
- Nordisk familjebok, encyclopédie suédoise publiée entre 1876 et 1957.

- (en) Cet article est partiellement ou en totalité issu de l’article de Wikipédia en anglais intitulé « Tomarps Kungsgård Castle » (voir la liste des auteurs).